# کت بالو
کت بالو (به انگلیسی: Cat Ballou) فیلمی وسترن به کارگردانی الیوت سیلورستاین است که در سال ۱۹۶۵ ساخته شد.

## داستان
کت بالو، دختر جوانی است که برای آموزگاری آموزش دیده‌است. تبهکاری به نام «تیم استراون» پدر گله دار کت را می‌کشد. کت نیز با کمک «کید شلین» که ششلول بندی پیر و دائم‌الخمر است به انتقام جویی برمی آید و در این راه در آستانه اعدام قرار می‌گیرد. داستان فیلم از جایی آغاز می‌شود که کت در زندان، خود را برای مراسم اعدام آماده می‌کند و در لحظات آخر پیش از به دار آویخته شدن، خاطرات خود را مرور می‌کند.

## بازیگران
- جین فوندا
- لی ماروین
- نت کینگ کول
- جان مارلی
- رجینالد دنی
- آرتور هانیکات